# Salvatore Adamo
Salvatore Adamo (Comiso, 1º novembre 1943) è un cantautore italo-belga.

## Biografia
Nel 1947 suo padre si trasferisce in Belgio per lavorare nelle miniere della Vallonia, portando il piccolo Salvatore; la famiglia si stabilisce a Jemappes nei dintorni di Mons. Nei primi anni sessanta Adamo partecipa a un concorso radiofonico di Radio Lussemburgo vincendo la finale a Parigi e inizia a esibirsi presentando le sue prime canzoni, scritte in francese, caratterizzate da una vena melodica interessante, frutto dell'incontro tra la tradizione italiana e quella cantautorale d'oltralpe.
Il primo successo arriva nel 1963 con Sans toi ma mie (Sei qui con me). Si trasferisce poi a Parigi dove incide l'album di esordio: 63/64 con Tombe la neige e Vous permettez, Monsieur? che nel 1964 arriva primo in Francia per quattro settimane, nei Paesi Bassi e in Belgio per undici settimane trasformandolo in una celebrità mondiale. Nel 1965 La Nuit arriva prima per undici settimane in Francia e terza in Belgio mentre Mes Mains Sur Tes Hanches prima per undici settimane in Francia e seconda in Belgio.
Nel 1966 Une Mèche de Cheveux arriva prima in Francia per cinque settimane e quarta in Belgio, Ton Nom prima in Francia per quattordici settimane e settima in Belgio e Le Coeur en Bandoulière prima in Francia per due settimane. Nel 1967 Inch'Allah arriva prima in Francia per cinque settimane e quarta in Belgio e Une Larme aux Nuages prima per sette settimane in Francia e quarta in Belgio.
Inizia a pubblicare i suoi dischi anche in Italia, raccogliendo anche qui il successo con Cade la neve - Vous permettez Monsieur - Perduto amor - Non voglio nascondermi - La notte - Amo - Una ciocca di capelli - Se mai - Non mi tenere il broncio - Lei (che nel 1966 arriva al primo posto in classifica) - Il nostro romanzo - Insieme - Inch'Allah - Affida una lacrima al vento - La tua storia è una favola - Tu somigli all'amore - Accanto a te l'estate - Felicità - È la mia vita, ecc.
Incide anche la canzone Dolce Paola dedicata a Paola Ruffo di Calabria, futura regina del Belgio, di cui si dice che il cantautore fosse innamorato arrivando nel 1964 in prima posizione nelle Fiandre in Belgio e in quinta nei Paesi Bassi. Nel 1968 con Affida una lacrima al vento (Accroche une larme aux nuages), vince il Festivalbar e occupa il 1º posto della hit parade. Nello stesso momento la sua canzone Tu somigli all'amore (L'amour te ressemble) diventa la sigla della trasmissione televisiva Disco verde. Nel dicembre 1968 il singolo Pauvre Verlaine arriva primo in Francia.

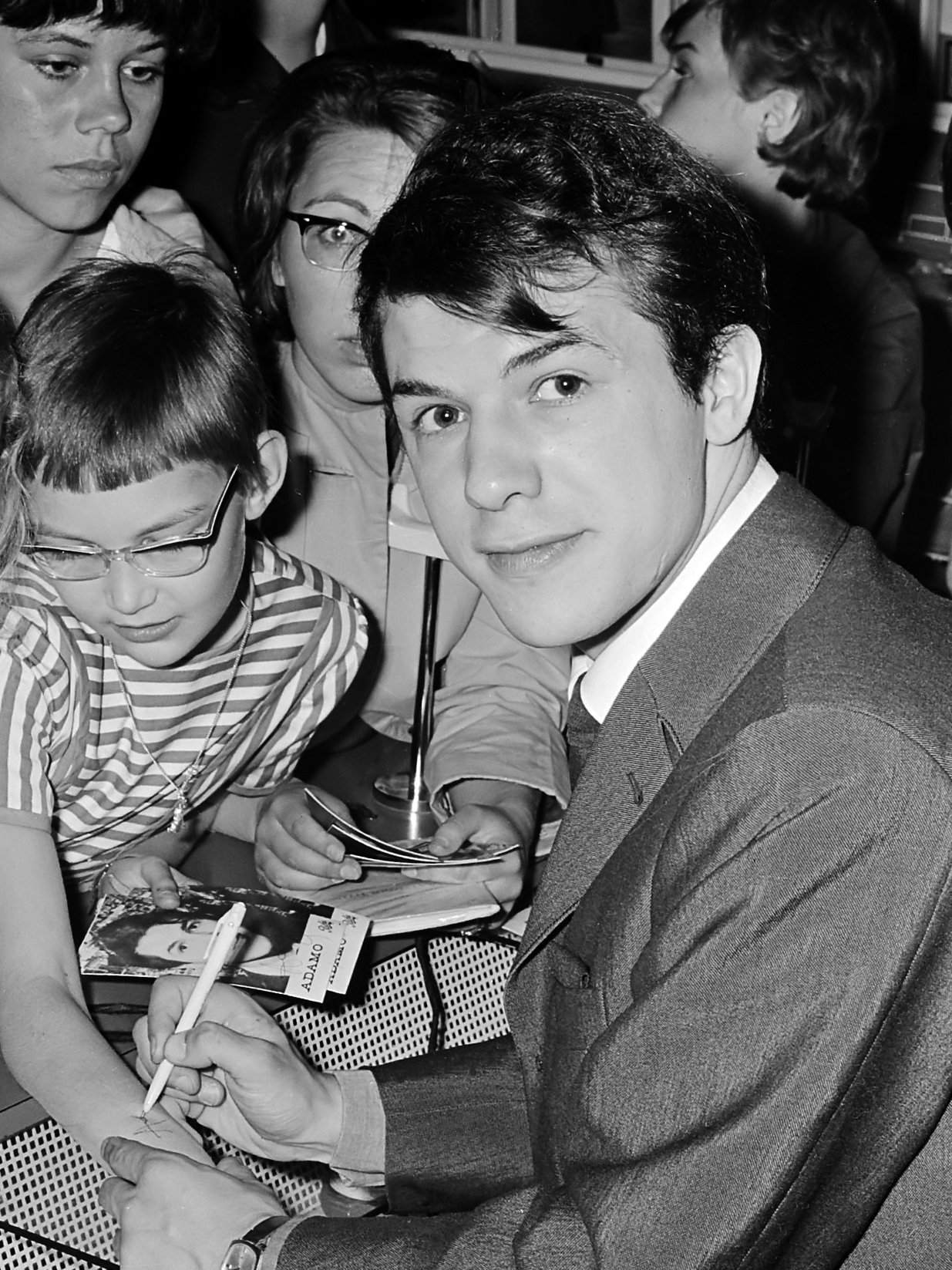
Salvatore Adamo nel 1964

Nel 1969 il singolo Petit bonheur arriva primo in Francia per due settimane e nono in Svizzera. Nello stesso anno sposa Nicole che lo renderà padre di due figli: Anthony nato nel 1969 e Benjamin nato nel 1980. È anche padre di Amelie, nata nel 1979 da una relazione con l'attrice tedesca Annette Dahl.
Tra la fine degli anni sessanta e i primi anni settanta scrive alcuni testi interpretati dalla sorella Delizia Adamo. Nel 1970 interpreta come protagonista il film, con la regia di Jean Claude Aubert, L'ardoise di cui compone anche la colonna sonora. Nel 1976 partecipa come ospite al Festival di Sanremo. Egli all'estero rimane noto nei paesi francofoni, ispanici, in Germania, Russia e in Giappone.
Nel 1984 subisce un intervento di by-pass al cuore che lo costringe a ridurre l'attività lavorativa. Dal 1993 Adamo è ambasciatore dell'UNICEF per il Belgio. Nel 2001 viene insignito del titolo nobiliare di "Cavaliere" dal re Alberto II del Belgio e l'anno successivo viene nominato "Ufficiale dell'ordine della Corona". Nel 2010 riceve il "Grand Prix internationale de poésie francophone" per l'insieme della sua opera e nel 2014 il premio Victoires de la musique alla carriera.
Fino a oggi Adamo ha venduto oltre 100 milioni di dischi nel mondo. Secondo le statistiche è ai primi posti delle vendite nel Belgio, e tra i migliori 100 a livello mondiale. In questo elenco oltre a lui ci sono solo altri 4 artisti francofoni: Tino Rossi, Charles Aznavour, Dalida e Johnny Halliday. Nonostante abbia vissuto praticamente sempre in Belgio non ha mai rinunciato alla nazionalità italiana, sia per un senso del dovere verso il padre sia per l'impossibilità legale di avere la doppia nazionalità in Belgio. Nel 2010 la legge viene modificata e lui può iniziare la pratica per ottenere la doppia nazionalità. Tuttora vive a Uccle, nei pressi di Bruxelles.
Nel 2018 gli viene conferito il Premio Tenco, per aver diffuso la cultura e la musica italiana oltreconfine. Durante l'edizione dal titolo "Migrans-Uomini, idee, musica", il cantautore siciliano naturalizzato belga ha fatto di nuovo la sua comparsa sul palcoscenico del Teatro Ariston di Sanremo, a distanza di circa dieci anni dall'ultimo concerto live in Italia. Nel 2019 esce un nuovo album prodotto da Dino Vitola, che celebra i nomi di importanti artisti del panorama italiano, al quale seguirà dal mese di gennaio una tournée internazionale che terminerà proprio in Italia.

## Omaggi ad Adamo
- Nel 2002 Battiato ha reinciso la canzone di Adamo Perduto amor, che è anche diventata il titolo del suo primo film; i due cantautori, inoltre, hanno avuto l'occasione di duettare insieme a Gianni Morandi sulle note di questa canzone nel corso della trasmissione Uno di noi, condotta da Gianni Morandi e Lorella Cuccarini, di cui sono stati ospiti.
- Nel 1978 Nanni Moretti ha inserito la canzone Lei nel suo film Ecce bombo, nella scena finale del ballo e l'ha utilizzata di nuovo nel film del 2006 Il Caimano in una scena in macchina in cui il regista canta il brano a squarciagola insieme con Silvio Orlando e Jasmine Trinca.
- La canzone La notte è presente nella colonna sonora dei film Sono pazzo di Iris Blond (1996) di Carlo Verdone, in Arrivederci amore, ciao (2006) di Michele Soavi e in Good Morning Aman (2009) con Valerio Mastandrea.
- È stato citato nel manga delle PEACH-PIT ZOMBIE-LOAN, dove il personaggio Koyomi intona una strofa di Tombe la Neige.
- Nel 2007 scrive la colonna sonora del film Mineurs di Valeria Vaiano e Fulvio Wetzl per cui compone la canzone Terra mia e utilizza la canzone Un air en fa mineur tratta dal cd Zanzibar. Nel film ci sono inoltre altre tre canzoni cantate dal vivo: Vous permettez monsieur, Tombe la neige, Si j'osais e la canzone Un paese stellare del suo allievo italo-belga Marco Ruggiero.
- Nel 1999 il gruppo heavy metal italiano Death SS incide At Nighttime, una cover in inglese della canzone La notte di Adamo, inserendola come b-side nel singolo Scarlet Woman.
- La canzone La notte è stata reinterpretata dalla band salentina Benèrika.
- La canzone Tombe la neige è cantata più volte nel film del 2003 ambientato in Armenia Vodka Lemon diretto dal regista curdo Hiner Saleem, ed è suonata alla fine dei titoli di coda.
- Nel 2007 la RTBF realizza la serie Melting Pot Café, in cui Astrid, la protagonista, proprietaria di un café in un quartiere popolare della capitale belga, per superare i problemi economici e familiari, si consola ascoltando le canzoni del suo idolo le cui foto riempiono le pareti. Il cantante appare quindi nel finale di ogni puntata cantando prevalentemente la preferita di Astrid Tombe la neige.
- In un articolo dedicato allo stile di vita di Françoise Sagan, definita borghese e bohémienne, nell'estate del 2022 sul settimanale Marianne si accenna ai gusti musicali dell'emblematica star femminile della letteratura francese, là dove è scritto che nelle sue gite in automobile era accompagnata dalla musica di Schumann, Schubert, Adamo.[5]

## Altri riconoscimenti
- 1964 - Premio Edison olandese (album Vous permettez Monsieur?)
- 1965, 1966, 1967: Premio Miden francese
- 2002: Premio alla carriera Zamu belga
- 2003: Zinneke de bronze belga
- 2010: Grand Prix international de poésie francophone by Société des poètes et artistes de France
- 2014: Premio alla carriera, Octaves de la musique belga
- 2014: Premio alla carriera, Victoires de la musique francese[7]
- 2017: Grand Prix SACEM
- 2018: Premio onorario D6bels Music Award francese
- 2018: Premio "Vagonate di vinile" dell'Associazione Vinile Italiana[8]
- 2018: Premio Tenco dedicato al tema Migrans – Uomini, idee, musica[9]
- 2023: SABAM Lifetime achievement award belga: 2023[10]
- 1966: Cittadino onorario della città di Jemappes, Belgio
- 1973: Medaglia d'argento della città di Jemappes[11]
- 1993: Ambasciatore dell'UNICEF
- 2002: Cittadino onorario della città di Montréal, Canada
- 2002: Cittadino onorario della communa di Mons, Belgio
- 2002: Cittadino onorario del Comune di Comiso, Italia[12]
- 2005: Cittadino onorario della città di Parigi, Francia
- 2010: Cittadino onorario della città di Uccle, Belgio[13]
- 2014: Doctorat honoris causa, Università di Mons, Belgio[14]

## Discografia
La discografia si basa su quella ricostruita dagli studiosi autori del volume Discografia italiana, Raro!, Roma, 2006, alla voce "Adamo Salvatore", pp. 3-4.

### Album in studio
- 1963 – Chanson non commerciales
- 1964 - Adamo
- 1965 - Adamo Volume 2
- 1965 – Adamo à l'Olympia
- 1966 – Adamo
- 1966 - Canta en Español
- 1967 – Olympia 67
- 1967 – Adamo
- 1968 – Adamo
- 1969 – Olympia 1969
- 1970 – Adamo
- 1972 – ...e cogliere l'attimo fuggente
- 1982 – Felicità dove sei...
- 1987 – Insieme
- 1996 – Canto l'amore

### Raccolte
- 1962 – Adamo
- 1997 – Regards
- 1998 – I successi di Adamo
- 1998 – I successi di Adamo - Volume 2
- 2001 – Par les temps qui courent
- 2002 – Les mots de l'âme
- 2003 – Zanzibar
- 2003 – C'est ma vie - L'intégrale 63/75
- 2004 – Un soir au Zanzibar
- 2005 – Studio Collection
- 2005 – Platinum Collection
- 2006 – 20 chansons d'or
- 2007 – La part de l'ange
- 2008 – Le bal des gens bien
- 2010 – De toi à moi
- 2015 – I miei successi

### EP
- 1963 – Gridare il tuo nome/Perduto amore/Che funerale/Sei qui con me

### Singoli (parziale)
- 1961 – Cara bambina/Rosina
- 1961 – Si J'osais/Laurence
- 1962 – Laissons dire b/En blue jeans et blouson d'cuir
- 1962 – Perché/Cara bambina
- 1963 – Sei qui con me/Che funerale
- 1963 – Perduto amore/Gridare il tuo nome
- 1964 – Vous permettez Monsieur?/Non voglio nascondermi
- 1964 – Cade la neve/Lascia dire
- 1965 – Dolce Paola/Pazienza
- 1965 – La notte/Non sei tu
- 1966 – Non mi tenere il broncio/Lei
- 1966 – Amo/Al nostro amore
- 1966 – Una ciocca di capelli/Se mai
- 1967 – Insieme/Inch'Allah (Se Dio vuole)
- 1967 – Il nostro romanzo/La mia vita
- 1968 – Affida una lacrima al vento/Fermare il tempo
- 1968 – La tua storia è una favola/Un anno fa
- 1968 – Tu somigli all'amore/Domani sulla luna
- 1969 – Accanto a te l'estate/Piangi poeta
- 1970 – Felicità/Noi
- 1971 – Non aver paura/Il nostro amore
- 1971 – Donna/Ma per te lo farei
- 1972 – Bocca ciliegia pelle di pesca/Per un anno d'amore
- 1973 – Donne dell'estate/Mi manchi tu
- 1974 – E muore un amore/Ed ecco che vivo
- 1975 – E la mia vita/La pace dei campi
- 1976 – Un'estate per te/Ballo
- 1981 – Cara Italia
- 1982 – Puzzle
- 1987 – Mama si me pudieras ver
- 1987 – Ayer
- 1987 – Avec des "si"
- 1988 – Es gibt noch engel
- 1990 – Mare/Lontano
- 1991 – Brutta notte
- 2001 – Le futur n'existe pas